# The Prismatic World Tour Live
Katy Perry: The Prismatic World Tour Live es el segundo álbum en DVD de la cantante y compositora estadounidense Katy Perry. Salió al mercado musical en octubre de 2015. El espectáculo fue grabado mientras la cantante se presentaba en Sídney Australia en diciembre de 2014. 

## Antecedentes
Se anunció que los últimos conciertos en Sídney, el 12 y 13 de diciembre de 2014, serían filmados para un concierto cinematográfico. Casi un año después, el 23 de noviembre de 2015, se emitió en Network Seven. El 28 de marzo de 2015, Epix emitió un concierto especial de dos horas de la gira, como parte de su "Free Preview Weekend". Antes de que Perry interpretara "Teenage Dream", se emitió un breve interludio de vídeo para "Peacock". Durante la entrevista exclusiva con Epix, Perry confirmó que hará un DVD de la gira. También reveló que cambiaría un par de cosas para el DVD. Netflix añadió la película de concierto de la gira a su servicio de streaming el 26 de junio de 2015. La película del concierto de la gira fue lanzada en DVD, Blu-ray y descarga digital el 30 de octubre de 2015. Todos los formatos también incluyen 30 minutos de extras.

## Lista de Canciones
- Créditos adaptados del DVD[4]

| N.º | Título                                             | Duración |  |
| 1.  | «Roar»                                             |          |  |
| 2.  | «Part of Me»                                       |          |  |
| 3.  | «Wide Awake»                                       |          |  |
| 4.  | «This Moment / Love Me»                            |          |  |
| 5.  | «Dark Horse»                                       |          |  |
| 6.  | «E.T.»                                             |          |  |
| 7.  | «Legendary Lovers»                                 |          |  |
| 8.  | «I Kissed a Girl»                                  |          |  |
| 9.  | «Hot n Cold»                                       |          |  |
| 10. | «International Smile»                              |          |  |
| 11. | «By the Grace of God»                              |          |  |
| 12. | «The One That Got Away / Thinking of You»          |          |  |
| 13. | «Unconditionally»                                  |          |  |
| 14. | «Walking on Air»                                   |          |  |
| 15. | «It Takes Two»                                     |          |  |
| 16. | «This Is How We Do / Last Friday Night (T.G.I.F.)» |          |  |
| 17. | «Teenage Dream»                                    |          |  |
| 18. | «California Gurls»                                 |          |  |
| 19. | «Birthday»                                         |          |  |
| 20. | «Firework»                                         |          |  |

### Bonus Features
1. Behind The Scenes
2. Stage Build Time Lapse
3. Crew Tidbits

## Charts

### Weekly charts
| Charts (2015–2017)              | Peak position |
| ------------------------------- | ------------- |
| Australia (ARIA Music DVD)      | 1             |
| Bélgica (Ultratop Flandes)      | 1             |
| Bélgica (Ultratop Valonia)      | 1             |
| Países Bajos (Album Top 100)    | 3             |
| Francia (SNEP)                  | 2             |
| Alemania (Media Control Charts) | 32            |
| Irlanda (IRMA)                  | 4             |
| Italia (FIMI)                   | 1             |
| España (Promusicae)             | 2             |
| Suiza (Schweizer Hitparade)     | 3             |
| Reino Unido (UK Albums Chart)   | 2             |

### Year-end charts
| Chart (2015)                 | Position |
| ---------------------------- | -------- |
| Dutch Music DVD (MegaCharts) | 31       |
| Chart (2016)                 | Position |
| Australian Music DVD (ARIA)  | 5        |
| Chart (2017)                 | Position |
| Australian Music DVD (ARIA)  | 9        |

## Certificaciones
| País | Certificación | Ventas  |
| --- | ------------- | ------- |
| Australia (ARIA) | 2 x Platino   | 30,000^ |
| Brasil | Oro           | 15,000* |
| ^ cifras de envíos sobre la base de la certificación por sí sola * las cifras de ventas sobre la base de la certificación por sí sola |               |         |

## Créditos y Personal
Créditos adaptados de las notas del DVD.
- Director - Russell Thomas
- Productor - Simon Pizey
- Productor ejecutivo - Katy Perry, Steven Jensen, Martin Kirkup, Bradford Cobb, Baz Halpin
- Productores ejecutivos de Eagle Rock Entertainment - Terry Shand, Geoff Kempin
- Direct Management Group - Ngoc Hoang-Del Vecchio, Steven Jensen, Martin Kirkup, Bradford Cobb
- Director de escena: Baz Halpin
- Director musical - Kris Pooley
- Director de Fotografía]] - Brett Turnball
- Jefe de Producción - Richael French
- Grabado y mezclado - Pete Keppler
- Masterización y Mezcla 5.1 - Adam Ayan
- Bailarines - Leah Adler, Khasan Brailsford, Lockhart Brownlie, Bryan Gaw, Loriel Hennington, Malik LeNost, Scott Myrick, Cassidy Noblett, Tracy Shibata, Britt Stewart
- Coreógrafos - RJ Durell, Nick Florez
- Voces de fondo - Lauren 'Elle' Ball, Cherri Black
- Guitarras - Casey Hooper, Nathan Spicer
- Teclados - Max Hart
- Batería - Adam Marcello
- Bajo - Joshua Moreau
- Legal y autorización - Rochelle Winn, Jason Finestone
- Consultor de producto - Gerry Gallacher
- Coordinadores de producción - Clarice Higgins, Rosie Holley, Mark Fossitt, Paul Bullock
- Diseño: Nikkie Amouyal
- Fotografía de portada: Matthias Vriens-McGrath
- Fotografía - Christie Goodwin

## Historial de lanzamiento
| Región         | Fecha                 | Formato(s)                     | Discográfica(s) | Ref. |
| -------------- | --------------------- | ------------------------------ | --------------- | ---- |
| Estados Unidos | 30 de octubre de 2015 | DVD, Blu-ray, Descarga digital | Capitol Records |      |